# Chaoilta plumarius
Chaoilta plumarius är en stekelart som beskrevs av Cameron 1910. Chaoilta plumarius ingår i släktet Chaoilta och familjen bracksteklar. Inga underarter finns listade i Catalogue of Life.